# Intel 8054
Intel 8054 je osmibitový jednočipový mikropočítač firmy Intel uvedený na trh roku 1980. Patří do skupiny MCS-51, je tedy vnitřně téměř shodný s procesorem 8051, kde se o něm také dozvíte více informací. Rozdíl oproti jiným verzím je zejména v následujících parametrech:
- Velikost datové paměti RAM činí 256 bajtů
- Velikost programové paměti může být až 16 KiB
- Taktovací frekvence je až 24 MHz
- Obsahuje tři čítače/časovače
- Čtyři 8bitové porty